# 国务院境外中国公民和机构安全保护工作部际联席会议
国务院境外中国公民和机构安全保护工作部际联席会议是中华人民共和国国务院的议事协调机构。

## 历史
2004年11月4日，经国务院批准，外交部会同商务部、公安部等26家部委建立了“境外中国公民和机构安全保护工作部际联席会议”机制，负责统一协调海外重大涉华安全事件的处置。